# Venustiano Carranza
Venustiano Carranza Garza (ur. 29 grudnia 1859, zm. 21 maja 1920) – meksykański polityk, jeden z głównych przywódców rewolucji meksykańskiej, prezydent Meksyku w latach 1917–1920 (w okresie 1914–1917 tymczasowy prezydent kraju). W czasie jego rządów w 1917 r. powstała nowa konstytucja kraju.

## Życiorys
Carranza urodził się w Cuatro Ciénegas (stan Coahuila) w średniozamożnej rodzinie hodowców bydła. Jego ojciec Jesús Carranza był pułkownikiem w armii Benito Juáreza i zagorzałym zwolennikiem liberałów.
Carranza studiował w Ateneo Fuente (miasto Saltillo). Następnie od 1874 r. kształcił się w Escuela Nacional Preparatoria w mieście Meksyk.
Na początku swojej działalności politycznej Carranza był zwolennikiem Francisca I. Madery, którego popierał w walce przeciwko dyktatorowi Porfiriowi Díazowi. Kiedy Madero został prezydentem kraju mianował Carranzę sekretarzem wojny i marynarki. Po zamachu stanu Victoriana Huerty, w wyniku którego władzy został pozbawiony Madero, Carranza został jednym z przywódców opozycji wobec jego rządów. Oddziały Carranzy, które walczyły z Huertą, były znane pod nazwą „Armii Konstytucyjnej”, a to ze względu na popieranie przywrócenia liberalnej konstytucji z 1857 r.
Carranza przejął władzę nad krajem 1 maja 1915 r. Dzięki niemu wprowadzono niezawisłe sądownictwo, zdecentralizowano władzę, przeprowadzono częściowo reformę ziemską opartą na tzw. systemie ejido.
We wrześniu 1916 r. Carranza zaczął nalegać na opracowanie nowej konstytucji i w tym celu zwołał specjalny Konwent Konstytucyjny. 1 marca 1917 r. został wybrany jako pierwszy prezydent w oparciu o postanowienia nowej ustawy zasadniczej.
W kraju jednak panowało ciągłe zamieszanie i chaos. Istniały liczne frakcje opozycyjne wobec rządów Carranzy, w ich skład wchodzili zarówno reakcyjni i konserwatywni bogaci posiadacze ziemscy jak i chłopskie siły Emiliano Zapaty i Francisco Villi. Dla tych pierwszych reformy były zbyt radykalne, a dla ostatnich zbyt umiarkowane. Carranza wyznaczył nagrodę za głowę Zapaty, który został w końcu zamordowany.
Wraz ze zbliżającym się końcem kadencji zaczął popierać na swojego następcę Ignacio Bonillasa, co spotkało się z niezadowoleniem jego głównych współpracowników: Álvara Obregóna, Plutarca Elíasa Callesa i Adolfa de la Huerty.
We trójkę zorganizowali oni pucz wojskowy. W końcu zmusili oni prezydenta do opuszczenia stolicy, a następnie zastawili na niego pułapkę na drodze do Veracruz, gdzie został zamordowany przez Rodolfo Herrerę 21 maja 1920 r.

## Upamiętnienie
Jego wizerunek znajdował się na meksykańskiej monecie obiegowej o nominale 100 peso bitej w latach 1984-1992. Został także przedstawiony na następujących okolicznościowych monetach tego państwa:
- srebrnej monecie o nominale 5 peso wyemitowanej w 1959 roku w celu upamiętnienia setnej rocznicy jego urodzin[2];
- bimetalicznej monecie o nominale 5 peso wyemitowanej w 2010 roku z okazji setnej rocznicy rewolucji meksykańskiej[3];
- bimetalicznej monecie o nominale 20 peso wyemitowanej w 2017 roku z okazji z okazji setnej rocznicy powstania konstytucji Meksyku[4].